# Abrence
San Xoán de Abrence és una parròquia del municipi gallec d'A Pobra do Brollón, a la província de Lugo. Limita amb les parròquies de Cereixa i Castroncelos al nord, Barxa de Lor a l'est, Pinel a l'oest, i Liñares i Quintá de Lor (Quiroga) al sud.
El 2015 tenia 93 habitants agrupats en 10 entitats de població: A Casanova, A Encrucillada, A Estación, Fondo de Vila, A Fonte, A Frieira, Golmar, A Pereira, O Souto i O Val.
Entre el seu patrimoni destaca l'església de San Xoán. Les festes se celebren el primer cap de setmana del mes de setembre en honor de Santa Llúcia (Santa Lucía).